# 시모카와 요타
시모카와 요타(일본어: 下川 陽太, 1995년 9월 7일~)는 일본의 축구 선수이다.

## 구단 경력
그는 2017년 J2리그의 마쓰모토 야마가 FC에 입단했다. 2019년부터 2020년까지 에히메 FC와 츠바이겐 가나자와에서 뛰었다. 2021년 마쓰모토 야마가 FC로 복귀했다. 2021년후 J3리그에 강등했다. 2023년까지 마쓰모토 야마가 FC에서 114경기에 출전하여, 1득점을 넣었다. 2024년 J3리그의 나라 클럽로 이적했다. 2025년 테게바자로 미야자키로 이적했다.